# Епімери
Епімéри — пара діастереомерів, які різняться конфігурацією лише одного із хіральних центрів молекули при наявності в ній двох або більшого числа хіральних центрів. Явище вибіркової зміни конфігурації лише одного з кількох хіральних центрів молекули називають епімеризацією.
Термін частіше застосовується до моносахаридів. Історично пов'язаний з таким процесом епімеризації D-глюкози до D-манози (за атомом C-2, зображено в проєкції Фішера):
який відбувається під дією лугу. Червоною рамкою виділено атом, який змінює свою конфігурацію.
Епімеризація може відбуватися як самовільно, так і під дією каталізаторів: лугів, специфічних ферментів (епімераз), зрідка кислот. Вона властива також алкалоїдам, терпеноїдам, стероїдам, корриноїдам та іншим природним сполукам.

## Приклади епімерів
- Серед тетроз: D-еритроза і D-треоза.
- Серед пентоз: D-ксилоза і D-ліксоза (за C-2), D-ксилоза і D-рибоза (за C-3), D-ксилоза і L-арабіноза (за C-4).
- Серед гідроксикислот: D- або L-винна кислота та її мезо-форма.

Окремим випадком епімерів є аномери (за C-1).